# ハズラット・シャージャラール国際空港
ハズラット・シャージャラール国際空港（ハズラット・シャージャラールこくさいくうこう、ベンガル語: শাহজালাল আন্তর্জাতিক বিমানবন্দর, 英語: Hazrat Shahjalal International Airport）は、バングラデシュの首都、ダッカにある国際空港。ビーマン・バングラデシュ航空、USバングラ航空などが本拠地としている。
中世のイスラム教の聖人の名にちなんで命名された。

## 歴史
1980年に開港し、それまでダッカの玄関口であったテズガオン国際空港より民間機の発着が移行した。
2010年、当時の「ジア国際空港」より現在の「ハズラット・シャージャラール国際空港」へ名称が変更され、2011年にICAO空港コードもVGZRからVGHSへ変更された。
ターミナル1と、ターミナル2は連結された建物であり、内部でも接続されている。ターミナル1の南東側に、国内線ターミナルがある。

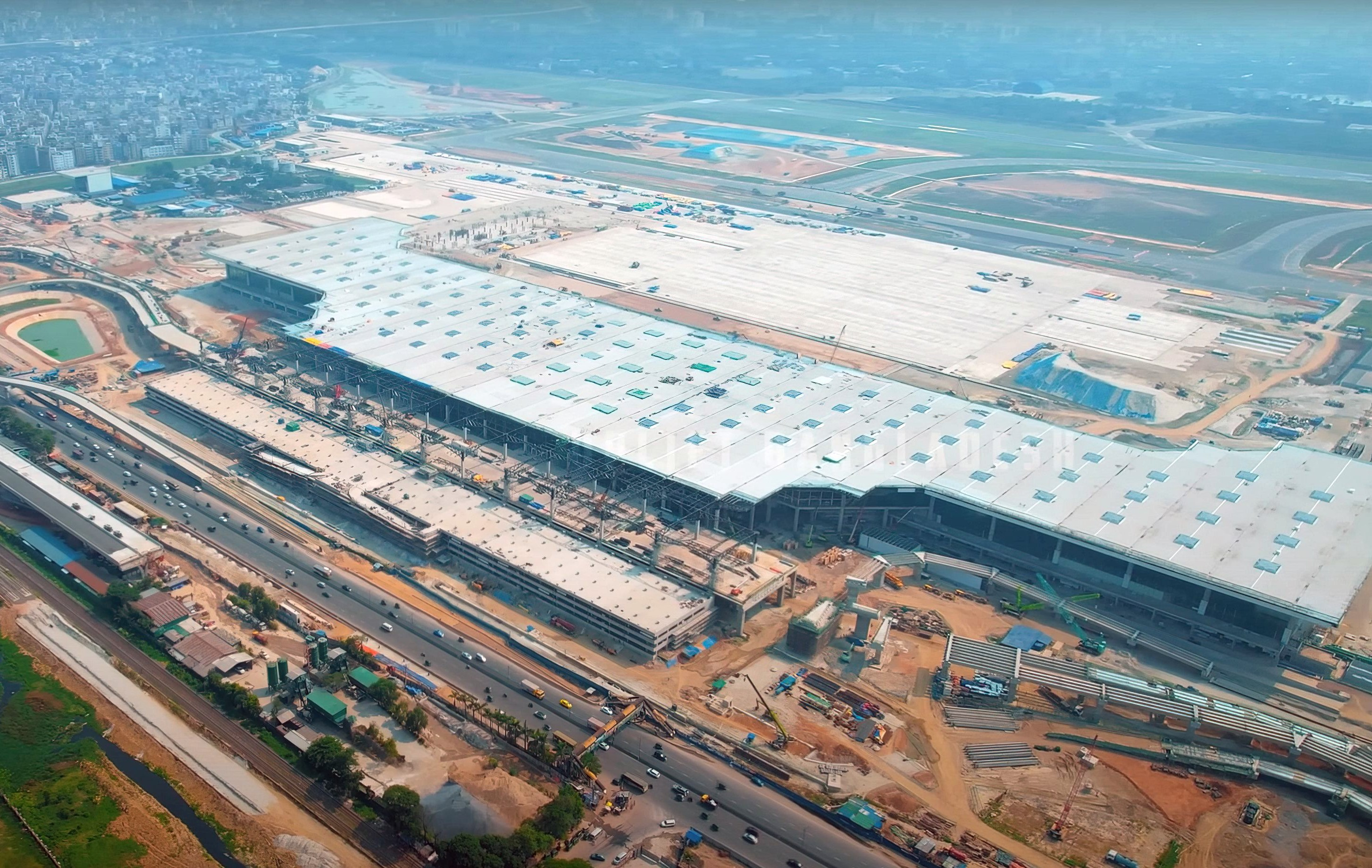
建設工事中のターミナル3

2020年より日本のJICAの協力のもと、空港拡張事業と新ターミナルの建設が進めれられている。新ターミナルはターミナル3として、2023年10月7日に部分開業、2024年に全面開業、運用を開始する予定である。
滑走路の増設、国内線ターミナルの移設、ターミナル1, 2 の全面改装、貨物ターミナルの拡張、鉄道駅との連絡通路建設、高速道路（en:Dhaka Elevated Expressway）との接続も計画されている。

## 就航航空会社と就航地
| 航空会社                     | 就航地 | ターミナル |
| ---------------------------- | --- | ---------- |
| ビーマン・バングラデシュ航空 | コルカタ、デリー、バンコク/スワンナプーム、クアラルンプール、シンガポール、ジャカルタ、東京/成田、ドバイ、アブダビ、シャールジャ、マスカット、ドーハ、クウェート、リヤド、ジッダ、メディナ、ダンマン、イスタンブール |            |
| ビーマン・バングラデシュ航空 | チッタゴン、コックスバザール、サイドプール、シレット、ジョソール、ラジシャヒ、バリサル | 国内       |
| USバングラ航空               | コルカタ、チェンナイ、カトマンズ、マレ、バンコク/スワンナプーム、クアラルンプール、シンガポール、広州、ドバイ、シャールジャ、マスカット、ドーハ                                                                      |            |
| USバングラ航空               | チッタゴン、コックスバザール、サイドプール、シレット、ジョソール、ラジシャヒ、バリサル | 国内       |
| ノヴォエア                   | コルカタ |            |
| ノヴォエア                   | チッタゴン、コックスバザール、サイドプール、シレット、ジョソール、ラジシャヒ | 国内       |
| エア・アストラ               | チッタゴン、コックスバザール、サイドプール | 国内       |
| ビスミラー航空               | デリー、香港、常州 | 貨物       |
| エア・インディア             | コルカタ |            |
| IndiGo                       | コルカタ、デリー、ハイデラバード、チェンナイ、ムンバイ |            |
| ビスタラ                     | デリー、ムンバイ |            |
| ドゥルク・エア               | パロ、バンコク/スワンナプーム |            |
| ヒマラヤ航空                 | カトマンズ |            |
| スリランカ航空               | コロンボ |            |
| モルディビアン               | マレ |            |
| タイ国際航空                 | バンコク/スワンナプーム |            |
| タイ・エアアジア             | バンコク/ドンムアン |            |
| Kマイル・エア                | バンコク/スワンナプーム | 貨物       |
| マレーシア航空               | クアラルンプール |            |
| エアアジア                   | クアラルンプール |            |
| バティク・エア・マレーシア   | クアラルンプール |            |
| シンガポール航空             | シンガポール |            |
| キャセイ・パシフィック航空   | 香港 |            |
| キャセイ・パシフィック航空   | ハノイ、香港 | 貨物       |
| 香港貨運航空                 | 香港 | 貨物       |
| 中国南方航空                 | 広州 |            |
| 中国東方航空                 | 昆明 |            |
| YTOカーゴ・エアラインズ      | 西安 | 貨物       |
| 順豊航空                     | 鄭州 | 貨物       |
|                              | |            |
| エミレーツ航空               | ドバイ |            |
| フライドバイ                 | ドバイ |            |
| エティハド航空               | アブダビ |            |
| エア・アラビア               | シャールジャ、ラアス・アル＝ハイマ |            |
| オマーン・エア               | マスカット |            |
| サラムエア                   | マスカット |            |
| カタール航空                 | ドーハ |            |
| ガルフ・エア                 | バーレーン |            |
| ジャジーラ航空               | クウェート |            |
| サウディア                   | リヤド、ジッダ |            |
| シルクウェイウエスト航空     | バクー | 貨物       |
| ターキッシュ エアラインズ    | イスタンブール |            |
| エジプト航空                 | カイロ |            |

2023年8月現在

## 事件と事故
- 1977年9月28日、ダッカ日航機ハイジャック事件
- 1984年8月4日、チッタゴンから飛び立ったビーマン・バングラデシュ航空（フォッカー F27）が、ダッカ国際空港近くの沼に墜落。乗客45人とクルー4人が死亡。

## 交通

### バス
- ターミナル1, 2 から約500メートル離れた en:Airport Road, Dhaka にバス停があり、市内方面に多くの路線が運行されている。
- en:Dhaka BRT 3号線の計画がある。

### 鉄道
- ターミナル1, 2 からは、徒歩10分の場所にバングラデシュ鉄道のエアポート駅あるが、一般旅行者向けではない。
- ダッカメトロ1号線（英語版）が建設されている[8]。